# 福建中學
福建中學（英語：Fukien Secondary School，簡稱FSS）是香港的一所直資中學，位於香港九龍觀塘振華道，是福建中學附屬學校的一條龍中學。
在2022年初，該校辦學團體—香港福建商會教育基金，聯同另外五個左派辦學團體（香島教育機構、培僑教育機構、香港勞校教育機構、漢華教育機構、香港教育工作者聯會）組成「香港華夏教育機構」，致力於加強辦學團體、學校之間的聯繫，共同關注和促進香港教育的發展。

## 大事記
- 1951年，旅港福建商會本著「關懷同胞、作育英才」的辦學宗旨，在西環創辦福建中學。 租用香港皇后大道西578至582號四層樓宇（現已重建為新景樓）開辦中小學課程。
- 1960年，家聯會成立。
- 1963年開始報考香港中學會考，第一屆高中學生畢業。
- 1966年，商會向海外華僑及本地閩籍人士籌募捐款，在北角渣華道興建獨立校舍，並在同年落成。
- 1982年，開始連續23年會考合格率超出92%以上的成績。
- 1991年，北角渣華道校舍轉為以直接資助計劃辦學。
- 1997年6月，成立家長教師會
- 1997年7月，獲得香港特區政府編配在香港島小西灣創辦一所津貼文法中學，命名為福建中學（小西灣）。
- 1999年，獲政府分配觀塘振華道的新型設計校舍（而該校土地曾於1990年代初分配予佛教慧遠中學作遷建之用），與鄰近的樂華天主教小學一併由新福港承建。
- 2000年9月，獲批准北角福建中學搬到九龍觀塘振華道一間新建的校舍辦學。
- 2000年，開始開辦中六預科課程。
- 2000年，北角渣華道校舍轉為啟動學校，服務新到港學童。
- 2004年，開始停止由教統局（現稱教育局）統一派位，全面自行收生。
- 2007年前任校監黃光漢先生病逝，其妻子黃周娟娟女士接任校監。
- 2007年12月，新體育大樓（含一25米暖水游泳池和一標準籃球場）正式落成。
- 2009年7月15日，香港福建商會接收位於油塘邨的「臻美黃乾亨小學」，命名為福建中學附屬學校，並成為此校的一條龍學校。
- 2010年12月，一些擴建工程（如劇院、空中花園、多用途室等）落成。
- 2011年，本年度開始在中一取消中文部，改設「雙語班」（BMI），以中英（普通話和英語）雙語授課。

## 校政管理
歷任校監
- 黃光漢先生
- 周娟娟女士

歷任校長
- 黃潛先生（1953-1986年）
- 鄧統元先生（1986-1991年）
- 倫佩玲女士（1991-1992年）
- 曾安琪女士（1992-2000年）
- 林建華先生（2000-2015年）
- 吳宏基先生（2015年至今）

## 同一辦校團體下的學校
- 福建中學（小西灣）（津貼學校）
- 福建中學附屬學校（2009年新接辦）

與福建中學附屬學校為一條龍學校。

## 校訓
求真擇善（由前香港特別行政區行政長官董建華提詞）

## 設施
該校為千禧校舍，設有多項設施。全校所有課室、特別室均有電腦、光纖網絡和實物投影機。其他設施如：
- 各特別室（五個實驗室、兩個電腦室、音樂室、美術室、英語閣等）
- 室內恆溫泳池
- 學生自修中心
- 圖書館
- 家長資源中心
- 花園
- 「樂福園圃」（为一農田，位於學校外面。與鄰校樂華天主教小學共用）
- 校園電視台
- 劇院
- 空中花園
- 兩個籃球場
- 學生健身室
- 「福中大道」（為一道路，與樂華天主教小學共用）

## 課程政策
中一至中三級以英語作為授課語言（EMI），中四級至中六級數學及各選修科，學生均可按自己的興趣及能力，選擇以中文或英文修讀。全校中國語文，中國歷史均以普通話教授，而生活與社會課則以廣東話教授。
學校亦使用平板電腦（iPad）教學，給予初中學生每人一部作學習用途。

### 班級編制
該校今年（2020-2021年度）共開設37班，架構如下：
| 級別 | 中一 | 中二 | 中三      | 中四 | 中五 | 中六 |
| ---- | ---- | ---- | --------- | ---- | ---- | ---- |
| 班數 | 6    | 6    | 7(A-G班） | 6    | 6    | 6    |

## 學費安排
由於新高中課程, 故中一至中六的學費作出調整，但已包括雜費（書簿費、水電費、冷氣費等）。且學費將逐年調整。詳見下表
| 級別           | 中一       | 中二       | 中三       | 中四       | 中五       | 中六      |
| -------------- | ---------- | ---------- | ---------- | ---------- | ---------- | --------- |
| 每年收費       | 20280      | 20280      | 20280      | 22200      | 22200      | 22200     |
| 每期收費       | 2028       | 2028       | 2028       | 2220       | 2220       | 3700      |
| 每學年繳交次數 | 分10期繳交 | 分10期繳交 | 分10期繳交 | 分10期繳交 | 分10期繳交 | 分6期繳交 |

## 出版刊物
- 學校通訊
- 學生報《新苗》
- 學生報《Your Post》（英文）
- 各類特刊（校慶、畢業典禮等）
- 教學研（教師的研究）
- 學生會通訊
- 家聯會通訊
- 心曲（同學的作文，不定期）

## 學校主要學生組織
可在校服中別上鐵牌的學生組織有：
- 學生會（Student Union）（金色），創立於1950年代，為學生爭取各項福利。每年亦舉辦多項活動。鐵牌上刻有校徽、學生會英文全名、學生會職位名稱。
- 風紀領袖生（Prefect）（紅色），維持學校日常秩序。
- 校園電視台 （CampusTV) (灰色），負責學校活動直播，記錄學校重要活動，如校運會。
- 圖書館管理員（Librarian）（藍色），負責圖書館運作事宜。
- 親善大使（Student Ambassador）（紫色），負責學校向外推廣事務。
- 班長（Monitor）（黃色），負責處理班級事務。

## 課外活動
該校有超過70個課外活動組，分為學術、興趣、藝術、體育和服務五大類。而中一至中四學生於在學年期間，必須參加「一生一體藝」（現名為「一人一專長」）活動。其中男女子籃球校隊，男女子羽毛球校隊，男女子越野校隊，男女子游泳校隊和水球校隊較為著名。

## 著名/傑出校友
- （北角福建中學）徐海山：前觀塘區議會（月華選區）區議員
- （北角福建中學）洪連杉，MH：東區區議會區議員、民建聯東區支部主席
- （觀塘福建中學）邵燕寧（Elaine Shiu）：香港傑出青年創業家
- 李祉均：香港男藝人、《全民造星II》季軍
- （北角福建中學）盧文端：香港榮利集團董事局主席、第九、十、十一、十二届全国政協委員、全國僑聯副主席[1]（初中）
- 劉錫賢：香港男藝人
- （北角福建中學）黃建源：浙江興業銀行香港分行副總經理（1961年小六、1966年中五）[2]